# Isotrias
Isotrias es un género de polillas de la familia Tortricidae.

## Especies
- Isotrias buckwelli  Lucas, 1954
- Isotrias cuencana  Kennel, 1899
- Isotrias huemeri  Trematerra, 1993
- Isotrias hybridana  (Hübner, 1817)
- Isotrias joannisana  Turati, 1921
- Isotrias martelliana  Trematerra, 1990
- Isotrias penedana Trematerra, 2013
- Isotrias rectifasciana  (Haworth, 1811)
- Isotrias stramentana  Guenee, 1845